# Вавулин, Максим Сергеевич
Макси́м Серге́евич Вавулин (род. 6 мая 1998, Москва) — немецкий и российский шахматист, гроссмейстер (2018), мастер спорта России (2015). Чемпион Европы по рапиду (2017), серебряный призёр командного чемпионата России 2017 в составе клуба ШСМ «Legacy Square Capital», бронзовый призёр чемпионата мира до 18 лет (2016).
В 15 лет Вавулин получил звание международного мастера, в 2016 году выиграл сильную по составу летнюю универсиаду в России, набрав 6½ из 7 очков. В 2017 году участвовал в опен-турнирах Mosсow и Aeroflot, в финале чемпионата Москвы по блицу разделил 5-6 места с Алексеем Сараной. В 2018 году разделил 3-4 места с Никитой Афанасьевым на турнире Mosсow Open. В 2019 году принял участие в Rome City Masters (9-е место). В 2024 году участвовал в GRENKE Chess Open 2024.
Учился в Высшей школе экономики.